# Koo
Koo est un service indien de microblogging et de réseautage social basé à Bengaluru, en Inde,,.
La plateforme a été lancée en 2020.

## Histoire

### Croissance initiale
Selon les statistiques fournies par le fournisseur d'analyse Sensor Tower, Koo a vu 26 lakhs (2,6 millions) d'installations depuis les magasins d'applications indiens en 2020, contre 2,8 crores (28 millions) d'installations pour Twitter. Du 6 au 11 février, les installations de Koo ont augmenté rapidement. La popularité de l'application a grimpé en flèche après une impasse d'une semaine entre Twitter et le gouvernement indien à la suite du refus de Twitter de bloquer les comptes qui critiquaient le parti au pouvoir du pays lors de la manifestation des agriculteurs indiens de 2020-2021,. Le gouvernement a exigé que Twitter bloque les comptes de centaines de militants, journalistes et politiciens, les accusant de diffuser de fausses informations. Twitter s'est conformé à la plupart des commandes, mais en a refusé certaines, invoquant la liberté d'expression.
La plateforme était l'alternative préférée à Twitter au Nigeria après que le pays a interdit indéfiniment Twitter pour avoir supprimé un tweet du président nigérian Muhammadu Buhari. Le tweet menaçait de sévir contre les séparatistes régionaux "dans la langue qu'ils comprennent". Twitter a affirmé que la publication avait violé les règles de Twitter, mais n'a pas donné de détails. Twitter a été officiellement interdit au Nigeria le 5 juin 2021. Le gouvernement nigérian a créé son compte Koo officiel cinq jours plus tard, le 10 juin.